# 苏格艾赫拉斯省
苏格艾赫拉斯省（阿拉伯語：ولاية سوق أهرا）是阿尔及利亚东北部的一个省，首府苏格艾赫拉斯。苏格艾赫拉斯省位于阿尔及利亚和突尼斯的边境地区。19世纪时，该省是法国殖民地的一部分；20世纪后，采矿业和铁路运输为该省带来繁荣